# Dyskografia Leoša Mareša
Dyskografia Leoša Mareša, czeskiego muzyka, obejmuje trzy albumy studyjne, dziewięć albumów kompilacyjnych, dwa single, jeden album wideo oraz osiem teledysków.

## Albumy

### Albumy studyjne
| 2001                                              | Tři slova        | - Data: 11 listopada 2001 - Wydawca: Universal Music | – |
| 2002                                              | Minuty se vlečou | - Data: 1 stycznia 2002 - Wydawca: Universal Music   | 2 |
| 2004                                              | Nejlepší nápad   | - Data: 1 stycznia 2004 - Wydawca: Universal Music   | – |
| "—" oznacza, że album nie był notowany na liście. |                  |                                                      |   |

### Albumy kompilacyjne
| 1999                                              | Ořechovka 90210 (oraz Patrik Hezucký)                                          | - Data: 1999 - Wydawca: B&M Music                    | –  |
| 2000                                              | Ořechovka 90210 II. (oraz Patrik Hezucký)                                      | - Data: 2000 - Wydawca: B&M Music                    | –  |
| 2000                                              | Mrázek, Ústředna... (To nejlepší z telefonu pana Mrázka) (oraz Patrik Hezucký) | - Data: 2000 - Wydawca: B&M Music                    | –  |
| 2001                                              | Mrázek, Ústředna... 2 (oraz Patrik Hezucký)                                    | - Data: 2001 - Wydawca: B&M Music                    | –  |
| 2002                                              | Mrázek ústředna kontra Renata Kajdžas (oraz Patrik Hezucký, Renata Kajdžas)    | - Data: 2002 - Wydawca: B&M Music                    | –  |
| 2003                                              | To nejlepší z Ranní Show Evropy 2 (oraz Patrik Hezucký, Renata Kajdžas)        | - Data: 2003 - Wydawca: B&M Music                    | –  |
| 2005                                              | Komplet                                                                        | - Data: 21 listopada 2005 - Wydawca: Universal Music | 18 |
| 2008                                              | Největší hity                                                                  | - Data: 18 lutego 2008 - Wydawca: Universal Music    | 37 |
| 2017                                              | Dvanáctpomalých pětrychlých jednanová                                          | - Data: 21 kwietnia 2017 - Wydawca: Universal Music  | 7  |
| "—" oznacza, że album nie był notowany na liście. |                                                                                |                                                      |    |

### Albumy wideo
| 2004                                              | Klipy – Koncert – Dokument (2001 – 2004) | - Data: 2004 - Wydawca: Universal Music | – |
| "—" oznacza, że album nie był notowany na liście. |                                          |                                         |   |

## Single
| 2001                                               | „Lži jsou jako déšť”               | – | Tři slova |
| 2018                                               | „Být stále mlád” (oraz Karel Gott) | – |           |
| "—" oznacza, że singel nie był notowany na liście. |                                    |   |           |

### Występy gościnne
| 2017                                               | Pavel Callta – „Píšem si svůj sen” (gościnnie: Leoš Mareš) | 55 | Součást |
| "—" oznacza, że singel nie był notowany na liście. |                                                            |    |         |

### Inne
| Rok  | Tytuł           | Źródło |
| ---- | --------------- | ------ |
| 2003 | „I'm Lovin' It” | [ 20 ] |

## Teledyski
| Tytuł                                    | Rok  | Reżyseria/Realizacja | Album            | Źródło |
| ---------------------------------------- | ---- | -------------------- | ---------------- | ------ |
| „Lži jsou jako déšť”                     | 2001 | —                    | Tři slova        | [ 21 ] |
| „Minuty se vlečou”                       | 2004 | —                    | Minuty se vlečou | [ 22 ] |
| „Miluju”                                 | 2004 | —                    | Minuty se vlečou | [ 23 ] |
| „Nejlepší nápad” (oraz Tereza Kerndlová) | 2004 | —                    | Nejlepší nápad   | [ 24 ] |
| „Zimní čas”                              | 2004 | —                    | Nejlepší nápad   | [ 25 ] |
| „U stánků”                               | 2004 | —                    | Nejlepší nápad   | [ 26 ] |
| „Písmena”                                | 2006 | —                    | Komplet          | [ 27 ] |
| „Být stále mlád” (oraz Karel Gott)       | 2018 | Marek Jarkovský      |                  | [ 28 ] |

### Występy gościnne
| Tytuł                                                      | Rok  | Reżyseria/Realizacja                          | Album   | Źródło |
| ---------------------------------------------------------- | ---- | --------------------------------------------- | ------- | ------ |
| Pavel Callta – „Píšem si svůj sen” (gościnnie: Leoš Mareš) | 2017 | Forward Creatives, Zdeněk Sopůšek, Jan Šátava | Součást | [ 29 ] |